# Catherine Hickland
Catherine Hickland, née le 11 février 1956,, est une actrice américaine de cinéma, de théâtre et de télévision, ainsi qu'une chanteuse, auteure, PDG d'une société de cosmétiques. Elle a commencé sa carrière à la télévision en 1978, apparaissant dans des rôles d'invité sur plusieurs séries avant de jouer un rôle récurrent dans la série Texas de 1980 à 1981. Elle a également eu des seconds rôles dans la comédie Le dernier couple marié en Amérique (1980) et les films d'horreur Ghost Town (1988) et Witchery (1988).
En 1995, Hickland est apparu dans le rôle de Fantine dans une production de Broadway Les Misérables . De 1998 à 2008, elle est apparue dans le feuilleton américain One Life to Live, interprétant le personnage de Lindsay Rappaport. Elle reprend ce rôle en 2009 et 2012. Hickland est également la PDG de Cat Cosmetics, sa propre ligne de cosmétiques qu'elle a lancée en 2001.

## Jeunesse
Hickland est née et a grandi à Fort Lauderdale en Floride. Son père, Arthur Hickland, était dentiste et sa mère, Mary Hickland, était céramiste dentaire. Elle a un frère et une sœur. Hickland est diplômé du lycée de  Fort Lauderdale en 1974. Elle s'est inscrite à la Florida Atlantic University, mais a abandonné après deux ans pour occuper un poste d'hôtesse de l'air pour National Airlines. Au bout de six mois, elle réalise une publicité pour la compagnie aérienne et part pour Los Angeles pour étudier le théâtre.

## Carrière
Hickland a joué dans un certain nombre de séries télévisées. Son premier rôle majeur était dans Texas en tant que Dr. Courtney Marshall de 1980 à 1981, suivi du rôle de Julie Clegg McCandless sur Capitol de 1984 à 1987 et du double rôle de Jenny Diamond de 1985 à 1986 .
Alors qu'elle était fiancée à son futur mari David Hasselhoff, elle a joué un rôle dans sa série Knight Rider dans le rôle de Stephanie "Stevie" Mason, qui, dans l'histoire, était fiancée à Michael Knight (le personnage de Hasselhoff). Elle est apparue dans trois épisodes : « White Bird » (4 mars 1983), « Let It Be Me » (13 mai 1984) et « The Scent of Roses » (3 janvier 1986). En 1985, Hickland est apparue dans 15 épisodes du jeu télévisé Body Language . Elle apparaît également sur le premier album de David Hasselhoff Night Rocker, chantant sur « Our First Night Together » et « Let It Be Me ».
En 1987, elle remplace Katherine Kelly Lang dans le rôle de Brooke Logan dans la série The Bold and the Beautiful, alors que Lang était malade. Elle a également joué Tess Wilder dans Loving (1993-1995) et The City (1995-1997). De 1998 à 2009, Hickland a interprété Lindsay Rappaport dans One Life to Live, reprenant son rôle vers la fin de la série en 2011.
Hickland apparaît en tant qu'invité de marque dans de nombreuses séries télévisées, dont CHiPs (1983), Airwolf (1985) et Law & Order et Law & Order: Criminal Intent (2001-2005).
Hickland est également apparu à Broadway dans la comédie musicale Les Misérables dans le rôle de Fantine en 1995. Elle a également joué en direct, chantant avec l'Orchestre Symphonique National de Lyon à Lyon en 1995. En 2001 elle sort un CD de musique, Sincerely Broadway et la même année elle créer une ligne de cosmétiques, Cat Cosmetics, dont elle est le PDG. Elle a également écrit une chronique sur les cosmétiques et les soins de la peau pour Soap Opera Digest.
Le premier livre de Hickland, The 30 Day Heartbreak Cure - A Guide to Getting Over Him and Back There One Month From Today, est publié en décembre 2008 par Simon & Schuster. Son deuxième livre, sorti en décembre 2014, s'intitule Cat & Fern's Excellent God Adventure: Daily Inspirations for 365 Days of Heaven On Earth, écrit avec Fern Underwood et Lindsay Harrison.
Depuis 2008, Hickland exerce en tant qu'hypnotiseur.

## Vie privée
Hickland se marie avec Richard Ernest Knowlton le 10 octobre 1981, à Fort Lauderdale en Floride. Ils divorcent quelques années plus tard,. Du 24 mars 1984 au 1er mars 1989, elle était mariée à David Hasselhoff. Le 27 juin 1992, Hickland a épousé la star de All My Children , Michael E. Knight, avec qui elle a vécu à New York jusqu'à leur divorce en 2006. Après la fin de ce mariage, Hickland a épousé le producteur Todd Fisher le 22 décembre 2012. Le couple a une maison à Las Vegas et un ranch en Californie.
Hickland s'identifie comme chrétienne.

## Filmographie

### Film
| An   | Titre                               | Rôle           | Remarques |
| ---- | ----------------------------------- | -------------- | --------- |
| 1980 | The Last Married Couple in America  | Rebecca        |           |
| 1988 | Robowar - Robot de guerre           | vierge         |           |
| 1988 | Ville morte                         | Kate           |           |
| 1988 | Sorcellerie                         | Linda Sullivan |           |
| 1988 | Tueur de taxis                      | N/A            |           |
| 1991 | Des millions                        | Connie         |           |
| 1992 | douce justice                       | Chris Barnes   |           |
| 2007 | Mattie Fresno et l'univers Holoflux | Millie Fresno  |           |

### Télévision
| An        | Titre                               | Rôle                           | Remarques                                                                                 |
| --------- | ----------------------------------- | ------------------------------ | ----------------------------------------------------------------------------------------- |
| 1978      | Véga$                               | Julie                          | 1 épisode                                                                                 |
| 1979      | Huit c'est assez                    | Vicki                          | 1 épisode                                                                                 |
| 1979      | L'ensemencement de Sarah Burns      | Judy                           | téléfilm                                                                                  |
| 1980      | Faire la course contre le vent      | Marcie                         | téléfilm                                                                                  |
| 1980-1981 | Texas                               | Courtney Marshall              | Le rôle principal                                                                         |
| 1983      | Frites                              | Lori                           | 1 épisode                                                                                 |
| 1985      | Airwolf                             | Corne d'Angélique Bolotin      | 1 épisode                                                                                 |
| 1983-1986 | chevalier cavalier                  | Stéphanie Mason / Stevie March | Épisode 118 : White Bird & Épisode 411 : Le parfum des roses Épisode 220: Que ce soit moi |
| 1983-1987 | Capitole                            | Julie Cleggs                   | 4 épisodes                                                                                |
| 1987      | Amour, Gloire et Beauté             | Brooke Logan                   | Substitut temporaire : 2 épisodes                                                         |
| 1987      | loup-garou                          | Lila Tempête                   | 1 épisode                                                                                 |
| 1995      | Aimant                              | Tess Wilder                    | 1 épisode                                                                                 |
| 1995-1996 | La ville                            | Tess Wilder Partou Huston      | 15 épisodes                                                                               |
| 2001      | La loi et l'ordre                   | Faye Irlande                   | 1 épisode                                                                                 |
| 2005      | Loi et ordre : intention criminelle | Lila Parsons / Lila Brown      | 1 épisode                                                                                 |
| 1998-2012 | Une vie à vivre                     | Lindsay Rappaport              | Rôle régulier                                                                             |

## Scène
| An   | Titre               | Rôle    | Remarques |
| ---- | ------------------- | ------- | --------- |
| 1995 | Les Misérables      | Fantine | [ 15 ]    |
| 1992 | Cours pour ta femme | Linda   | [ 4 ]     |